# Agnes Hotot
Agnes Hotot (IPA: /ˈægnɪs hoto/) có tên đầy đủ là Joane Agnes Hotot, sinh năm 1395, được nhắc đến vì là một nữ quý tộc Anh đã đánh bại một người đàn ông là hiệp sĩ trong một cuộc quyết đấu tay đôi thời Trung cổ với trận chiến bằng thương và khiên trên lưng ngựa.
Theo Arthur Collins viết vào năm 1741, Agnes đã thay thế cha mình trong một cuộc đấu tay đôi, sau khi ông đột ngột bị bệnh, cải trang thành nam giới, và chỉ tiết lộ danh tính thật của mình sau khi hạ đối thủ. Sau đó bà kết hôn với một người thuộc dòng họ Dudley ở Clapton thuộc Northhamptonshire (nay là Clopton), gia đình Dudley đã tưởng nhớ những chiến công của cô với một biểu tượng mới mô tả một người phụ nữ đội mũ hiệp sĩ.
Những mẩu chuyện về Agnes được tìm thấy qua những ghi chép của tu sĩ Arthur Collins. Trải qua nhiều thế kỉ, câu chuyện này được pha trộn với câu truyện ma Skulking Dudley của vùng Clopton, Northamptonshire.

## Cuộc đời
Agnes Hotot là con gái của Sir John Hotot, đồng thời cũng là người thừa kế trẻ tuổi của gia tộc Hotot.

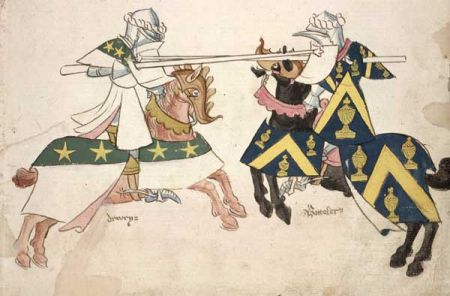
Tranh vẽ một trận quyết đấu thời Trung cổ.

John Hotot vướng vào tranh cấp đất đai với một quý tộc tên là Ringsley. Hai người đồng ý giải quyết vụ tranh chấp bằng một trận đấu thương tay đôi. Tuy nhiên, trước ngày quyết đấu một thời gian, Sir John mắc bệnh gút và không thể cưỡi ngựa. Trong trường hợp một quý tộc bỏ cuộc trong trận trận đấu tay đôi, người đó không chỉ bị xử thua, mà còn mất cả lãnh thổ lẫn danh dự.
Con gái của Sir John là Agnes Hotot bèn mặc vào bộ giáp của cha mình đến tham gia tourney. Tại đó, cô hạ gục Ringsley, hất văng ông ta xuống đất. Khi đối thủ đang lăn lộn trong bùn đất, thì Agnes tiến đến bỏ mũ giáp, xõa tóc để tiết lộ thân phận phụ nữ của mình cho tất cả những người đang xem. Một số nguồn khác thì ghi lại cô tháo bỏ tấm giáp che ngực.
Năm 1395, Agnes Hotot kết hôn với Dudley của Clapton, một quý tộc ở vùng Northamptonshire. Gia tộc Dudley đã tạo một biểu tượng mũ giáp (crest) mới cho gia tộc, với hình tượng người phụ nữ cởi trần, xõa tóc, đội mũ giáp. Gia tộc vẫn duy trì biểu tượng này nhiều năm sau đó, cho đến tận khi câu chuyện này được ghi chép lại bởi một tu sĩ ở làng Clapton.

## Chuyện về sau
Làng Clopton vốn nổi tiếng là ngôi làng bị ám bởi một con ma tên là Skulking Dudley, sống trong vùng vào thế kỷ 14, trở lại vào thế kỷ 20. Cái tên này cũng được dùng để đặt tên cho một cánh rừng trong vùng (Skulking Dudley Coppice).
Câu chuyện về Agnes Hotot vào thời hiện đại được một số nhà văn lồng ghép với câu chuyện về Skulking Dudley. Theo đó, Agnes là con gái của Skulking Dudley. Skulking đã xúc phạm một địa chủ trong vùng và phải chấp nhận một cuộc đấu tay đôi. Tuy nhiên, vì hèn nhát nên ông ta đã giả vờ bị bệnh để không phải tham gia trận đấu. Agnes buộc phải thế chỗ cha mình hòng cứu vãn danh dự của gia đình. Agnes đã thua, nhưng đối thủ của cô sau khi phát hiện ra cô là phụ nữ đã quyết định tha mạng và kết hôn với cô.